# Superintelligence
Superintelligence es una película estadounidense de comedia y acción dirigida por Ben Falcone y escrita por Steve Mallory. Protagonizada por Melissa McCarthy, la cual sería su cuarta colaboración con su esposo, Falcone.
Superintelligence fue estrenada por Warner Bros. Pictures digitalmente en los Estados Unidos a través de HBO Max, y de forma teatral en algunos mercados internacionales, el 26 de noviembre de 2020. La película recaudó $3 millones y recibió críticas negativas de los críticos, quienes llamaron a la película "olvidable", aunque se elogió la actuación de McCarthy.

## Premisa
Nunca le pasa nada extraordinario a Carol Peters, así que cuando comienza a recibir comentarios sarcásticos desde su televisor, teléfono y microondas, piensa que está siendo engañada o perdiendo la cabeza. De hecho, la primera superinteligencia del mundo la ha seleccionado para la observación, haciéndose cargo de su vida...con un plan más grande y siniestro para hacerse cargo de todo. Ahora Carol es la última oportunidad de la humanidad para demostrar que vale la pena salvar a las personas.

## Reparto
- Melissa McCarthy como Carol Peters.
- James Corden como la voz de "Superinteligencia"/Él mismo
- Bobby Cannavale como George, interés amoroso de Carol
- Brian Tyree Henry como Dennis, mejor amigo de Carol
- Jean Smart como presidente de los Estados Unidos
- Sam Richardson como Donahue, un agente de la NSA
- Ben Falcone como Charles Kuiper, un agente de la NSA
- Michael Beach como General Saul Gomez
- Rachel Ticotin como Director Tyson
- Jessica St. Clair como Leslie
- Karan Soni como Ahmed
- Sarah Baker como Emily
- Usman Ally como Sergei
- Eduardo Franco como Todd
- Jessie Ennis como Peatón
- Ken Griffey Jr. como él mismo
- Octavia Spencer como la voz de "Superinteligencia"/Ella misma
- William Daniels como la voz de KITT

## Producción
En julio de 2017, se informó que New Line Cinema había adquirido el guion de Steve Mallory, con Melissa McCarthy y Ben Falcone a bordo del proyecto para producirla a través de On the Day Productions. En abril de 2018, se anunció que McCarthy protagonizaría la película y Falcone la dirigiría, marcando su cuarta colaboración actor-director. En junio de 2018, James Corden se unió al reparto, para darle voz al protagonista "Super Inteligencia". En julio de 2018, Bobby Cannavale, Brian Tyree Henry, y Sam Richardson se integraron al reparto.
La película empezó su producción principal inmediatamente después de que McCarthy terminó de protagonizar The Kitchen, el 16 de julio de 2018.

## Estreno
Fue estrenada en HBO Max el 26 de noviembre de 2020, después de que Falcone sintiera que la película sería más adecuada en una plataforma de streaming. Originalmente sería estrenada el 20 de diciembre de 2019, luego de estar programada para el 25 de diciembre, pero se trasladó cinco días antes al 20 de diciembre de 2019, antes de trasladarse al 26 de noviembre.
La película recaudó $745,000 de cinco países en su primer fin de semana.